# Văn hóa Nhật Bản
Nền văn hóa Nhật Bản từ xa xưa đã mang nhiều nét độc đáo và đặc sắc riêng. Với vị trí địa lý đặc biệt khi bao quanh hoàn toàn bởi biển và do các hòn đảo lớn ghép lại với nhau. Nhật Bản có những lợi thế về khí hậu cũng như tài nguyên thiên nhiên. Tuy nhiên cũng phải hứng chịu nhiều thiên tai như động đất, sóng thần, làm thiệt hại về người và của nghiêm trọng. Mặc dù vậy với ý chí kiên cường và tinh thần đoàn kết, người Nhật đã đưa đất nước của mình vươn lên sánh ngang các cường quốc hàng đầu khiến cả thế giới phải ngưỡng mộ.

## Đặc trưng về sắc dân
Nhật Bản là quốc gia có tính đồng nhất về sắc dân và văn hóa. Người dân không có nguồn gốc Nhật chỉ chiếm hơn 1% tổng dân số vào năm 1993. Sắc dân nước ngoài đông nhất là Triều Tiên nhưng nhiều người Triều Tiên sinh trưởng tại Nhật Bản đã nói tiếng Nhật không khác gì người Nhật Bản cả. Sắc dân này trước kia bị kỳ thị tại nơi làm việc và tại một số phương diện trong đời sống hàng ngày. Sắc dân ngoại quốc thứ hai là người Hoa rồi về sau còn có một số dân lao động gồm người Philippines và người Thái. Nhật Bản là một trong những đất nước có lịch sử lâu đời. Người Nhật luôn coi trọng giáo dục, vì nó tạo ra nguồn nhân lực cần thiết cho sự phát triển kinh tế, khoa học, kỹ thuật. Về hệ thống giáo dục của Nhật Bản thì tiểu học, trung và đại học được áp dụng ở Nhật như một trong các cải cách thời Minh Trị. Từ năm 1947, Nhật Bản áp dụng hệ thống giáo dục bắt buộc gồm tiểu học và trung học trong chín năm cho học sinh từ sáu đến mười lăm tuổi. Hầu hết sau đó đều tiếp tục chương trình trung học và theo MEXT, khoảng 75,9% học sinh tốt nghiệp phổ thông tiếp tục học lên bậc đại học, cao đẳng hay các chương trình trao đổi giáo dục khác. Giáo dục ở Nhật có tính cạnh tranh rất cao đặc biệt ở các kì thi tuyển sinh đại học,điển hình là các kì thi tuyển của hai trường đại học cao cấp Tokyo và Kyoto. Chương trình đánh giá sinh viên quốc tế hợp tác OECD hiện xếp Nhật Bản ở vị trí thứ sáu thế giới.
Do dân số đông, mật độ dân số của Nhật Bản lên tới 327 người/km², ngang hàng với các nước có mật độ cao như Bỉ, Hà Lan và Triều Tiên. Khoảng 49% dân Nhật tập trung quanh ba đô thị lớn là Tokyo, Osaka và Nagoya cùng với các thành phố phụ cận. Tokyo vẫn là nơi đông dân nhất, với khoảng 1/3 tổng dân số. Lý do của sự tập trung này là vì Tokyo là trung tâm của khu vực dịch vụ. Vào năm 1991, Nhật Bản có 13% dân số trên 65 tuổi, con số này thấp hơn so với của Thụy Điển là 18% và Anh là 15%. Tuổi thọ trung bình tại Nhật Bản là 81 đối với phụ nữ và 75 với nam giới. Do tuổi thọ cao trong khi mức sinh ngày càng thấp, hiện nay Nhật Bản đang phải đối mặt với nguy cơ già hóa dân số.

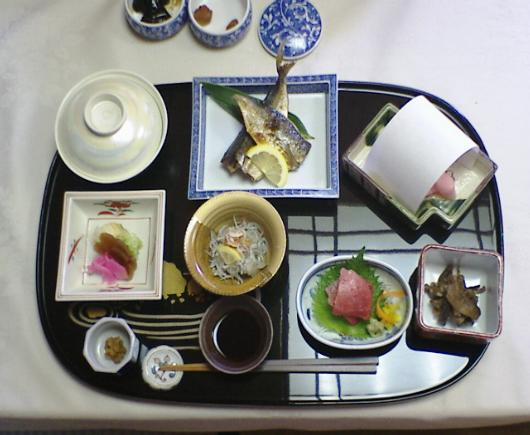
Bữa ăn sáng truyền thống Nhật Bản

Do sống biệt lập với các quốc gia khác tại châu Á trong nhiều thế kỷ cho tới thời kỳ mở cửa vào năm 1868, Nhật Bản đã có các nét riêng về phong tục, tập quán, chính trị, kinh tế và văn hóa... trong đó gia đình đã giữ một vai trò trọng yếu. Trước Thế Chiến thứ Hai, phần lớn người Nhật sống trong loại gia đình gồm ba thế hệ. Sự liên lạc gia đình đã theo một hệ thống đẳng cấp khắt khe theo đó người cha được kính trọng và có uy quyền. Người phụ nữ khi về nhà chồng phải tuân phục chồng và cha mẹ chồng nhưng sau khi Luật Dân Sự năm 1947 được ban hành, người phụ nữ đã có nhiều quyền hạn ngang hàng với nam giới về mọi mặt của đời sống và đặc tính phụ quyền của gia đình đã bị bãi bỏ. Phụ nữ Nhật đã tham gia vào xã hội và chiếm 40,6% tổng số lực lượng lao động của năm 1990.

Các phát triển nhanh chóng về kinh tế, kỹ thuật và đô thị cũng làm gia tăng loại gia đình hạt nhân chỉ gồm cha mẹ và các con, khiến cho loại đại gia đình giảm từ 44% vào năm 1955 xuống còn 13,7% vào năm 1991. Số người con trong gia đình cũng giảm từ 4,7 vào năm 1947 xuống còn 1,5 vào năm 1991 vì việc làm nơi thành phố và do cuộc sống trong các căn nhà chung cư chỉ thích hợp với loại gia đình trung bình là 2,9 người.

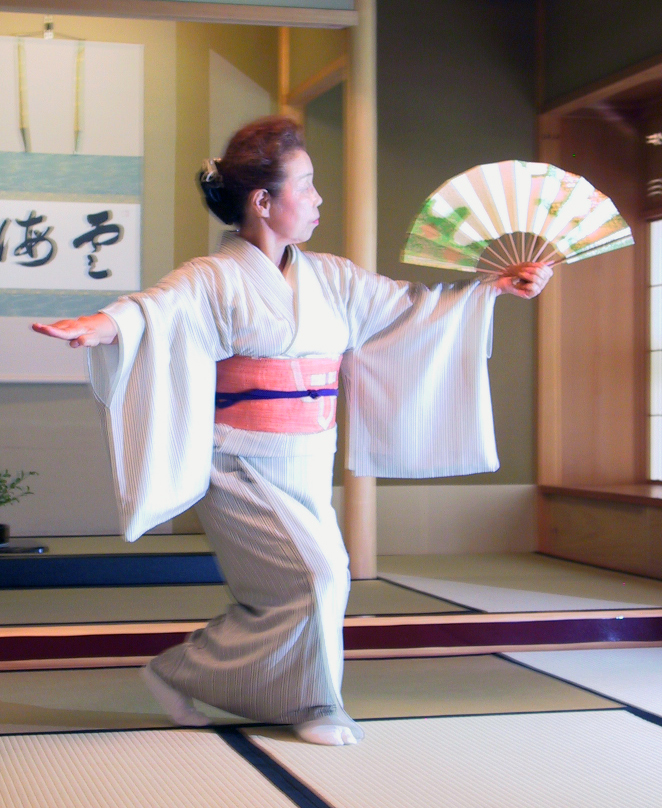
Vũ khúc cổ của người Nhật

## Nếp sống
Cùng với sự thay đổi về số người trong gia đình, nếp sống hiện nay của người Nhật Bản khác ngày trước do việc dùng các máy móc gia dụng, do sự phổ biến các loại thực phẩm ăn liền và đông lạnh, các loại quần áo may sẵn và các phương tiện hàng ngày khác. Những tiện nghi này đã giải phóng người phụ nữ khỏi các ràng buộc về gia chánh, cho phép mọi người có dư thời giờ tham gia vào các hoạt động giải trí, giáo dục và văn hóa. Các tiến bộ về công bằng xã hội cũng làm mất đi tính kỳ thị về giai cấp, về quá trình gia đình, và đại đa số người Nhật Bản thuộc giai cấp trung lưu, căn cứ vào lợi tức của họ.
Một số người Nhật rất ưa chuộng lối sống tối giản [tiếng Nhật: ミニマリズム (minimarizumu)] họ thường giảm bớt đồ đạc ra khỏi nhà tới mức tối thiểu để có một cuộc sống tốt hơn và có nhiều thời gian hơn, vì họ quan niệm rằng quá nhiều đồ đạc sẽ đánh mất sự tự do của bản thân, chỉ nên giữ lại những đồ vật cần thiết và thực sự quan trọng. Một số người thường áy náy khi vứt đồ, dù là đĩa, sách, những bức hình kỉ niệm hay quà từ người quan trọng, người Nhật vẫn vứt vì thấy không cần nó nhưng lại biết ơn người tặng. Biết tận dụng những món đồ quan trọng sẽ hạn chế việc mua những đồ mới cũng như giảm chi phí sinh hoạt, tập trung được vào mọi việc, mang lại nhiều công sức và giảm thời gian làm việc nhà. Trong các trận động đất hay sóng thần Nhật Bản, những người ít đồ đạc sẽ không chấn thương nhiều như những người có nhiều đồ, thậm chí nhiều đồ vật quá tải có thể giết chết chủ nhà và kể cả những món đồ đắt giá cũng bị mất theo, những đồ cần thiết lại được giữ lâu hơn.
Ngày nay mặc dù Nhật Bản đã là một quốc gia tân tiến nhưng trong xã hội Nhật, vai trò và các liên hệ nam nữ đã được ấn định rõ ràng. Thời cổ, Nhật Bản theo chế độ mẫu hệ, người phụ nữ có vai trò lớn hơn nam giới. Từ khi thời kỳ phong kiến phát triển, người đàn ông lại chiếm vai trò độc tôn. Dù rằng tinh thần giải phóng phụ nữ đã được du nhập vào Nhật Bản từ cuối thế kỷ 19 nhưng hiện nay trong đời sống công cộng, người phụ nữ vẫn ở vị thế thấp hơn nam giới và bên ngoài xã hội, người nam vẫn giữ vai trò lớn hơn. Theo căn bản, người nữ vẫn là người của "bên trong" (uchi no) và người nam vẫn là người của "bên ngoài" (soto no). Phạm vi của người phụ nữ là gia đình và các công việc liên hệ, trong khi người chồng là người đi kiếm sống và đưa hết tiền lương về cho người vợ. Thời xưa, người phụ nữ trên 25 tuổi mà chưa có chồng thường bị nam giới coi như "có khuyết điểm nào đó". Nhưng nay Nhật Bản lại là nước có phụ nữ lấy chồng rất muộn, thậm chí là sống độc thân mà không có chồng (Nhật Bản hiện nay là nước có phụ nữ lấy chồng rất ít và tỉ lệ sinh thấp nhất châu Á). Tại các công ty, nhà máy, cửa hàng... người phụ nữ thường được thuê mướn để chào đón các khách mới đến. Ngày nay, vị thế của người phụ nữ đã được nâng lên nhiều trong xã hội, nhất là tư duy của lớp thanh niên trẻ - những người thường không có quan niệm phân biệt và suy nghĩ truyền thống như lớp người trung niên.
Trong nếp sống hiện đại, người Nhật vẫn giữ được những nét truyền thống, họ rất coi trọng bản sắc văn hóa dân tộc và đề cao giáo dục. Luôn đề cao truyền thống hiếu nghĩa với cha mẹ, tổ tiên; thủy chung vợ chồng, trung thành với bạn, kính trọng thầy và phục tùng lãnh đạo. Đây là đức tính quan trọng nhất trong văn hóa truyền thống. Thanh niên Nhật Bản có ý thức nghĩa vụ, trách nhiệm với nhà nước rất cao. Họ có xu hướng sống hiện đại, thực tế, năng động, dễ hòa mình và thích nghi với hoàn cảnh mới, thích đi du lịch và tham dự các hoạt động mang tính chất phong trào.

## Văn hóa xã hội và giao tiếp
Trong nếp sống hiện đại, người Nhật vẫn giữ được những nét truyền thống, họ rất coi trọng bản sắc văn hóa và đề cao giáo dục. Nhất là truyền thống hiếu nghĩa với cha mẹ tổ tiên, thủy chung vợ chồng, trung thành với bạn; kính trọng thầy cô, phục tùng lãnh đạo. 
Xã hội Nhật Bản có các nét đặc biệt về giao thiệp. Người Nhật thường cúi chào bằng cách gập người xuống (Ojigi) và độ hạ thấp tùy thuộc địa vị xã hội của cả hai người. Đây là một dấu hiệu quan trọng để tỏ lộ sự kính trọng. Một nét phong tục khác là việc trao đổi danh thiếp. Mỗi lần giới thiệu hay gặp mặt đều cần tới tấm danh thiếp và việc nhận tấm danh thiếp bằng hai tay là một cử chỉ lễ độ. Tấm danh thiếp được in rõ ràng và không được viết tay trên đó. Ngoài ra, trong tiếng Nhật có một hệ thống các kính ngữ phức tạp được gọi là "Keigo", tùy vào người được nói tới mà sử dụng kính ngữ thích hợp.
Trong việc giao thiệp, người Nhật thường không thích sự trực tiếp và việc trung gian đóng một vai trò quan trọng trong cách giải quyết mọi hoàn cảnh khó khăn. Cũng như đối với nhiều người châu Á khác, người ngoại quốc tới Nhật Bản cần phải bình tĩnh trước mọi điều không vừa ý, không nên nổi giận và luôn luôn nên nở nụ cười. Người Nhật dễ gần, giao tiếp cởi mở, thoải mái, nói đủ to, vừa phải, thích tranh cãi, luôn thể hiện là những người ham học hỏi, năng động, cần cù, coi trọng đạo đức và yếu tố tinh thần. Người Nhật thích đi du ngoạn, ở Nhật có rất nhiều bảo tàng, cung điện, đình chùa, lăng tẩm, các công viên và các địa danh lịch sử. Người Nhật không muốn làm ăn với ai đã gây tổn thương tình cảm bên trong của họ. Người Nhật rất hâm mộ thể thao. Môn võ cổ tuyền của họ là Judo, Aikido và Kendo, Karate nổi tiếng thế giới. Thích leo núi, các môn thể thao dưới nước, golf, v.v..

### Tập quán trong giao tiếp
- Kiểu khẽ cúi chào: thân mình và đầu chỉ hơi cúi khoảng một giây, hai tay để bên hông. Người Nhật chào nhau vài lần trong ngày, nhưng chỉ lần đầu thì phải chào thi lễ, những lần sau chỉ khẽ cúi chào. Ngay cả người Nhật cũng thấy những nghi thức cúi chào này hết sức rườm rà nhưng nó vẫn tồn tại trong quá trình giao tiếp từ thế hệ này qua thế hệ khác và cho đến tận ngày nay.
- Kiểu cúi chào bình thường: thân mình cúi xuống 20-30 độ và giữ nguyên 2-3 giây. Nếu đang ngồi trên sàn nhà mà muốn chào thì đặt hai tay xuống sàn, lòng bàn tay úp sấp cách nhau 10–20 cm, đầu cúi thấp cách sàn nhà 10–15 cm.
- Kiểu Saikeirei: cúi xuống từ từ và rất thấp là hình thức cao nhất, biểu hiện sự kính trọng sâu sắc và thường sử dụng trước bàn thờ trong các đền của Thần đạo, chùa của Phật giáo, trước Quốc kỳ, trước Thiên Hoàng.
- Sự im lặng: người Nhật có khuynh hướng nghi ngờ lời nói và quan tâm nhiều đến hành động, họ sử dụng sự im lặng như một cách để giao tiếp và họ tin rằng nói ít thì tốt hơn nói quá nhiều. Trong buổi thương thảo, người có vị trí cao nhất thường ít lời nhất và những gì anh ta nói ra là quyết định sau cùng, im lặng cũng là cách không muốn làm mất lòng người khác.
- Giao tiếp mắt: người Nhật thường tránh nhìn trực diện vào người đối thoại, mà họ thường nhìn vào một vật trung gian như caravat, một cuốn sách, đồ nữ trang, lọ hoa..., hoặc cúi đầu xuống và nhìn sang bên. Nếu khi nói chuyện mà nhìn thẳng vào người đối thoại thì bị xem như là một người thiếu lịch sự, khiếm nhã và không đúng mực.
- Gián tiếp và nhập nhằng: thường thì họ giải thích ít những gì họ ám chỉ và những câu trả lời thì cũng rất mơ hồ. Họ không bao giờ nói "không" và chẳng nói cho biết rằng họ không hiểu. Nếu cảm thấy bất đồng hoặc không thể làm những yêu cầu của người khác họ thường nói "điều này khó".
Nụ cười hay tiếng cười của người Nhật có thể là do họ cảm thấy bối rối hoặc khó chịu, và có thể không mang nghĩa là họ đang vui. Sẽ là thô lỗ nếu khi không gửi thiệp trong ngày Tết của Nhật khi nhận được thiệp gửi cho bạn. Nhưng nếu gửi thiệp ấy tới một tang gia chưa giáp năm là lỗi trong giao tiếp. Với người Nhật, việc tặng tiền thường bị xem là thô lỗ, tiền mặt là loại quà cáp quy chuẩn trong đám cưới hay cho trẻ em trong năm mới.
- Ngón trỏ và ngón cái tạo thành hình tròn: chúc bạn giàu có.
- Người Nhật rất thích hoa anh đào. Họ rất kị số 4, vì âm đọc số 4 đồng âm với từ "chết".Chữ số bốn trong mê tín của một số nước theo văn hóa chữ Hán trong đó có Nhật Bản do đồng âm với chữ "Tử" (nghĩa là chết) nên người ta thường kiêng số 4. Vì lý do này nên có sự mê tín coi chữ số 4 như một nỗi bất hạnh hoặc điềm gở.
Tại Nhật Bản, ngay từ thời Heian đã có việc kiêng số 4. Trong cuốn "Tiểu hữu kí" ra đời vào năm Thiên Nguyên thứ 5 (năm 982) có ghi chép việc kiêng kị nếu như có bốn người thì sẽ làm tròn thành 5. Đây là ví dụ về việc tránh số 4 nhưng phần nhiều là do kiêng âm "Shi". Người ta tránh sử dụng âm "Shi" mà thay vào đó dùng âm "Yon". Ví dụ như "bốn người" thì sẽ dùng là "Yo nin" hay "Yottari" chứ không phải là "Shinin". Thời đó vẫn sử dụng âm "Shi" mà chưa sử dụng rộng rãi âm "Yon". Tuy nhiên đó chỉ là ở Tokyo. Tại Osaka nghe nói từ thời Edo âm "Yon" đã được sử dụng thay thế.
Hiện nay ở Nhật trong số phòng của chung cư hoặc các khách sạn thì các căn phòng có số 4 đã dần dần không còn nữa, ví dụ như bên cạnh phòng số 203 là phòng số 205 hay tiếp tầng số 3 là tầng số 5. Tại bệnh viên nơi người ta không hề thích việc liên tưởng tới cái chết nên sự kiêng kỵ này càng mạnh mẽ. Việc chỉ định biển số xe, nếu là những biển số dưới hai chữ số 42 và 49, nếu không yêu cầu thì không phải trả tiền. Người ta tránh những số này bởi nó khiến liên tưởng tới  死に (Shini – tử, chết) hay 死苦(Shiku – cái chết đau đớn) hoặc 轢く(Hiku – nghiến, chèn ngã).
Trong số phòng hay số tầng của bệnh viện ngoài số 4 người ta cũng tránh số 9 – 九 (với phát âm giống chữ "Khổ" – 苦). Tuy nhiên九 và苦 là đồng âm chỉ có trong tiếng Nhật nên cũng chỉ là phong tục của riêng Nhật Bản. Không nên tặng hoa cúc đại đóa cho họ vì đây là điều cấm kị. Người Nhật coi cúc đại đóa là biểu hiện, điềm báo của sự tang thương, chết chóc.

### Trong du lịch
Người Nhật luôn giữ gìn bản sắc dân tộc khi đi du lịch. Họ là những người sôi nổi cởi mở, vui vẻ nhưng lịch sự và có tính tự chủ khá cao. Họ thích thể loại du lịch biển, nghỉ ngơi, tìm hiểu du lịch văn hóa. Họ thường sử dụng các dịch vụ có thứ hạng trung bình, khá và quen sử dụng các trang thiết bị hiện đại. Họ thích đi du lịch bằng mọi phương tiện, mội cách tùy vào sở thích và túi tiền của mỗi người. Chương trình du lịch của họ thường chọn 7 ngày, để 1 năm có thể du lịch tới 3 lần.

## Lễ hội
Nhật Bản là quốc gia có nhiều lễ hội. Các lễ hội được gọi là Matsuri và được tổ chức quanh năm. Các lễ hội tổ chức theo các nghi lễ cổ của Thần đạo hay tái hiện lại lịch sử với đầy màu sắc, các nhạc cụ như chuông, trống và các chiếc xe Mikoshi được rước đi cùng đoàn người nườm nượp.
Lễ hội duy nhất về tình yêu ở Nhật Bản, được gọi là Tanabata, được tổ chức vào ngày mồng 7 tháng 7 âm lịch. Truyền thuyết kể rằng, hai ngôi sao Ngưu Lang Chức Nữ yêu nhau bị tách ra và chỉ được gặp nhau vào ngày mồng 7 tháng 7 âm lịch hàng năm. Theo truyền thống Nhật Bản, khi lễ hội đến gần các nam nữ thanh niên Nhật Bản lặng bước dưới bầu trời mùa hè, cầu mong cho thời tiết tốt để có thể dâng kẹo và thức ăn cho hai ngôi sao yêu nhau này. Các thành viên gia đình người Nhật viết những vần thơ tốt lành lên những mảnh giấy màu và trang trí lên những đoạn tre cắm trong vườn nhà, giống như tục trang trí cây thông Noel ở lễ Noel của người phương Tây

## Văn học, Nghệ thuật

### Văn học
Văn học Nhật Bản là một trong những nền văn học lâu đời và giàu có bậc nhất thế giới. Các tác phẩm văn học đầu tiên có thể đã xuất hiện từ thế kỷ thứ 7 thậm chí sớm hơn. Lịch sử văn học Nhật Bản chia làm ba giai đoạn chính: Cổ đại, Trung cổ (hay Trung đại) và Hiện đại, trên nhiều thể loại khác nhau.
Thơ Nhật Bản, mà điển hình là thơ haiku, với đặc trưng là các câu ngắn và việc sử dụng nhuần nhuyễn các từ chỉ mùa (Quý ngữ).
Truyện kể Genji (Genji Monogatari) của nữ sĩ cung đình Murasaki Shikibu là cuốn tiểu thuyết theo nghĩa hiện đại đầu tiên của nhân loại. Trong khi đó, truyện cổ tích Chuyện người tiều phu đốn tre (Taketori Monogatari, còn biết đến với tên gọi Nàng tiên trong ống tre) được cho là tác phẩm khoa học giả tưởng xuất hiện sớm nhất với giả thuyết có người sinh sống trên mặt trăng.
Các nhà văn nổi tiếng có thể kể đến như Mori Ōgai, Akutagawa Ryuunosuke, Abe Kōbō và Haruki Murakami.

### Manga và anime
Manga (漫画; mạn hoạ) là một từ tiếng Nhật chỉ thể loại truyện tranh của Nhật Bản. Manga lúc đầu chỉ là những câu chuyện được minh họa bằng tranh vốn đã xuất hiện từ lâu tại Nhật. Sau Thế chiến thứ 2, manga ngày càng phát triển và nhanh chóng trở thành một nét văn hóa của Nhật Bản. Tezuka Osamu - một mangaka (họa sĩ truyện tranh) được cho là người đặt nền móng cho nền công nghiệp manga - anime khổng lồ hiện tại. Các tác phẩm nổi tiếng được biết đến rộng rãi trên khắp thế giới và nhiều lần được chuyển thể thành anime (phim hoạt hình phong cách Nhật) có thể kể đến như Astro Boy (Tezuka Osamu), Doraemon (Fujiko F. Fujio), Meitantei Conan (Aoyama Gosho), Dragon Ball (Toriyama Akira).
Anime (アニメ) là một từ của Nhật Bản, nguồn gốc của nó vẫn còn đang gây tranh cãi, có thể được mượn từ animation trong tiếng Anh hoặc animé trong tiếng Pháp, nghĩa là phim hoạt hình. Đối với người nước ngoài, anime được hiểu là phim hoạt hình theo phong cách Nhật. Các anime thường được chuyển thể từ những bộ manga nổi tiếng (như Doraemon), hoặc ngược lại, anime làm cảm hứng cho manga (như 5cm/s của Shinkai Makoto). Theo nhiều thống kê, anime chiếm tới 70% sản lượng phim hoạt hình trên toàn thế giới. Những bộ anime dài tập thường được chiếu trên truyền hình, các phiên bản điện ảnh hay tập đặc biệt khác thì được chiếu rộng rãi tại các rạp. Cùng với manga, anime cũng đã trở nên quen thuộc trên khắp thế giới và được nhiều người mến mộ.

### Nghệ thuật
Ở Nhật Bản có nhiều bộ môn nghệ thuật như: Trà đạo (茶道; Chadō - nghệ thuật pha và thưởng thức trà), Thư đạo (書道; Shodō - nghệ thuật viết chữ đẹp), Kiếm đạo (剣道; Kendō - nghệ thuật sử dụng kiếm, nay trở thành một môn thể thao), Hoa đạo (華道; Kadō - nghệ thuật cắm hoa), Thư họa (書画; Shoga - nghệ thuật vẽ tranh bằng mực Tàu, bút lông hoặc viết chữ nghệ thuật giống như đang vẽ), Nhu đạo (儒道; Judō - một môn võ truyền thống của Nhật với các thế vật, ngoài ra đòi hỏi người học phải có cốt cách), Không thủ đạo (空手道; Karate-dō - một môn võ truyền thống của Nhật, ban đầu chỉ có tên "Không thủ", sau đó "đạo" được thêm vào nhằm mục đích rèn luyện nhân cách của người học võ),... Các loại hình nghệ thuật khác như kịch (bao gồm "Kabuki" (歌舞伎; Ca vũ kịch), "Nō",...) và múa (bao gồm "Bon",...) cũng rất phổ biến và góp phần tạo nên sự đa dạng, đặc sắc trong văn hóa Nhật.

## Ẩm thực
Nói về ẩm thực Nhật Bản, chúng ta sẽ nghĩ đến " thứ nhất sushi, thứ nhì trà đạo".
Ẩm thực Nhật Bản không lạm dụng quá nhiều gia vị mà chú trọng vào sự tươi ngon tinh khiết của món ăn. Là một quốc đảo bốn bề là biển, hải sản luôn chiếm đa số trong khẩu phần ăn của người Nhật. Như hầu hết các nước châu Á khác, lương thực chính của Nhật Bản là gạo. Người Nhật cuộn gạo nấu chín trong những tấm rong biển sấy để tạo thành món sushi, được coi là quốc thực của Nhật Bản. Ngoài ra, đậu nành, rượu sake, và bột trà xanh cũng tạo nên đặc trưng trong văn hóa ẩm thực Nhật Bản.